# Da Alma
Da alma (em grego antigo, Περὶ ψυχῆς , transl. Perí psychḗs; em latim, De Anima), é um texto do filósofo grego Aristóteles de Estagira. É composto por três livros (I: 402a - 411b, II: 412a - 424 b 20, III: 424b 22 - 435b) e não existem dúvidas acerca da autenticidade da obra.